# Oravecz Imre
Oravecz Imre (Szajla, 1943. február 15. –) Kossuth-díjas magyar költő, műfordító, a Digitális Irodalmi Akadémia tagja.

## Életpályája
1962–1967 között magyar–német szakon végzett a Kossuth Lajos Tudományegyetemen. 1968–1973 között politikai okokból nem tudott elhelyezkedni tanárként. 1973–74-ben az Iowai Egyetemen tanult ösztöndíjjal. 1974–1976 között a Marx Károly Közgazdaságtudományi Egyetem Idegennyelvi Intézetének tanársegéde volt. 1976-ban az Illinois-i Egyetemen nyelvészetet hallgatott. 1982–1994 között az Élet és Irodalom munkatársa (rovatvezető, szerkesztő, főmunkatárs) volt. 1985–86-ban a Kaliforniai Egyetem (Berkeley) Fulbright-vendégtanára volt. 1990-ben a miniszterelnöki tanácsadó testület tagja lett. 1991–92-ben az Új Magyarország főmunkatársa, rovatvezetője volt. 1993-ban a Pesti Hírlap főmunkatársaként dolgozott, majd 1995-től a Pázmány Péter Katolikus Egyetem tanára. 2006. december 20-ai ülésén a Digitális Irodalmi Akadémia tagjai közé választotta.
Várkonyi Szilviától született fia: Márk.

## Díjai, elismerései
- 1970 – Pásztor Béla-díj
- 1972 – Kassák Lajos-díj
- 1978 – Móricz Zsigmond-ösztöndíj
- 1981, 1997 – Alföld-díj
- 1985 – Füst Milán-díj
- 1988 – DAAD-ösztöndíj
- 1988 – Örley-díj
- 1988 – A Jövő Irodalmáért jutalom
- 1989 – József Attila-díj (visszautasította)
- 1995 – Gérecz Attila-díj[2]
- 1996 – Weöres Sándor-díj
- 1997 – Az Év Könyve díj
- 2001, 2013 – A Szépírók Társaságának díja
- 2002 – MAOE Alkotói Nagydíj
- 2003 – Kossuth-díj
- 2008 – Artisjus-díj
- 2015 – Prima díj
- 2016 – AEGON művészeti díj

## Művei
- 1972 – Héj (versek, ISBN 9636762716) Magvető Kiadó

A Szép versek antológiában megjelent portréinak egyike
Csigó László felvétele

- 1979 – Egy földterület növénytakarójának változása (versek, ISBN 9632710371) Magvető Kiadó
- 1979 – Máshogy mindenki más (gyermekversek, ISBN 9631117502), Móra Kiadó
- 1983 – A hopik könyve (versek, ISBN 9632718666), Magvető Kiadó
- 1988 – 1972. szeptember (prózavers, ISBN 9631411613, ISBN 963834007X) Magvető Kiadó
- 1994 – A chicagói magasvasút montrose-i állomásának rövid leírása (versek, ISBN 9632081226) Helikon
- 1995 – Kedves John – Levelek Kaliforniába (próza, ISBN 9632083563) Helikon
- 1998 – Halászóember (versek, ISBN 9636761485) Jelenkor
- 2000 – Válogatott költeményei (ISBN 9634274099)
- 2001 – Héj, 1965–1974; 2. helyreállított kiad.; Jelenkor, Pécs, 2001
- 2002 – A megfelelő nap (versek, ISBN 9636763054) Jelenkor
- 2006 – Halászóember. Szajla – töredékek egy faluregényhez Alexandra
- 2006 – Egy hegy megy (rövid prózai írások, ISBN 9631411613)
- 2007 – Ondrok gödre – A rög gyermekei I. (regény, ISBN 9789636764258) Jelenkor
- Egy földterület növénytakarójának változása; 2. átdolg. kiad.; Jelenkor, Pécs, 2010
- 2012 – Kaliforniai fürj – A rög gyermekei II. (regény, ISBN 9789636765217) Jelenkor
- Kaliforniai fürj; 2. jav. kiad.; Jelenkor, Pécs, 2013
- 2015 – Távozó fa. Versek, 2005–2014 (ISBN 9789631433500) Magvető
- 2016 – Ondrok gödre – A rög gyermekei I. átdolgozott kiadás (regény) Magvető
- 2018 – Ókontri – A rög gyermekei III. (regény, ISBN 9789631436648) Magvető
- Kedves John. Levelek; 2. jav. kiad.; Magvető, Bp., 2021
- Halászóember. Szajla, töredékek egy regényhez, 1987–1997; 3. átdolg., jav. kiad.; Magvető, Bp., 2022
- A megfelelő nap; 2. átdolg., jav. kiad.; Magvető, Bp., 2023
- Alkonynapló, 2018–2023; Magvető, Bp., 2024.
- Egy hegy megy; 2. jav. kiad.; Magvető, Bp., 2025

## Fordítások
- Gennagyij Ajgi: A sámán fia. Bp. 1974, Magvető
- Barbara Frischmuth: A zárda. Bp. 1974, Európa
- Hans Carl Artmann: How much, szivi? Bp. 1978, Európa
- Franz Xaver Kroetz: Felső-Ausztria. Drámák. Bp. 1980, Európa
- Paul Celan: Paul Celan versei. In: Színkép. Bp. 1984, Móra
- Rjókan Taigu: Ablakban feledett hold. Bp. 1999, Terebess